# غرانت غرين (لاعب كرة قاعدة)
غرانت غرين (بالإنجليزية: Grant Green)‏ هو لاعب كرة قاعدة أمريكي، ولد في 27 سبتمبر 1987 في فوليرتون في الولايات المتحدة.

## وصلات خارجية
- غرانت غرين على موقع دوري كرة القاعدة الرئيسي (الإنجليزية)
- غرانت غرين على موقعبيزبول رفرنس.كوم (الدوري الرئيسي) (الإنجليزية)
- غرانت غرين على موقعبيزبول رفرنس.كوم (الدوري الثانوي) (الإنجليزية)
- غرانت غرين على موقع إي إس بي إن.كوم (أم.أل.بي) (الإنجليزية)
- غرانت غرين على موقع مشجعي الرسوم البيانية (الإنجليزية)